# Meego Remmel
Meego Remmel (27. dubna 1966 v Tallinnu) je estonský baptistický kazatel a teolog.
Působí jako předseda Estonské unie evangelikálních křesťanů a baptistů a jako rektor semináře baptistů a svobodných církví.
V oblasti teologie se věnuje zejména etickým otázkám. Je autorem knihy The Role of Christian Ethics in Postmarxist and Postmodern Estonia (2002).